# Cantó de Montbard
El cantó de Montbard és un cantó francès del departament de Costa d'Or, situat al districte de Montbard. Té 28 municipis i el cap és Montbard.

## Municipis
- Arrans
- Asnières-en-Montagne
- Athie
- Benoisey
- Buffon
- Champ-d'Oiseau
- Courcelles-lès-Montbard
- Crépand
- Éringes
- Fain-lès-Montbard
- Fain-lès-Moutiers
- Fresnes
- Lucenay-le-Duc
- Marmagne
- Montbard
- Montigny-Montfort
- Moutiers-Saint-Jean
- Nogent-lès-Montbard
- Quincerot
- Quincy-le-Vicomte
- Rougemont
- Saint-Germain-lès-Senailly
- Saint-Rémy
- Seigny
- Senailly
- Touillon
- Villaines-les-Prévôtes
- Viserny

## Història
| Data d'elecció                           | Identitat       | Partit | Qualitat |
| ---------------------------------------- | --------------- | ------ | -------- |
| 1945-1967                                | Léon Mazet      | SFIO   |          |
| 1967-1985                                | Jacques Garcia  | PCF    |          |
| 1985-1998                                | Michel Protte   | RPR    |          |
| 1998-                                    | Robert Grimpret | PRG    |          |
| les dades anteriors no són pas conegudes |                 |        |          |
|                                          |                 |        |          |

## Demografia
| A partir de 1990: Població sense dobles comptes |